# تترافنیل‌سیکلوپنتادینون
تترافنیل‌سیکلوپنتادینون (به انگلیسی: Tetraphenylcyclopentadienone) یک ترکیب شیمیایی با شناسه پاب‌کم ۶۸۰۶۸ است.